# Saint-Michel (Aisne)
Pour les articles homonymes, voir Saint-Michel.
Saint-Michel est une commune française située dans la région naturelle de la Thiérache, au nord-est du département de l'Aisne en région Hauts-de-France.
Ses habitants sont appelés les Saint-Michelois(es).
La commune est également appelée, sans que ce nom soit officiel, Saint-Michel-en-Thiérache.

## Géographie

### Description
- 1Carte dynamique
- 2Carte OpenStreetMap
- 3Carte topographique
- 4Carte avec les communes environnantes

### Communes limitrophes
Saint-Michel est limitrophe de cinq communes : Martigny, Bucilly, Hirson, Momignies (Belgique) et Watigny.

### Hydrographie
La commune est située dans le bassin Seine-Normandie. Elle est drainée par le Gland, le Petit Gland, l'Artoise, le Grand Riaux, le ruisseau de Brugnon, le fossé 02 de la commune de Saint-Michel, le fossé 04 de la commune de Hirson, le fossé 05 de la commune de Hirson, le fossé 14 de la commune de Saint-Michel, le fossé 16 de la commune de Saint-Michel, le fossé 17 de la commune de Saint-Michel, le fossé 18 de la commune de Saint-Michel, le fossé des Rochettes, le fossé du Vieux Fourneau, le Gland, le Petit Gland, le ruisseau de Fourchamp, le ruisseau du Charme Baudet, le ruisseau du Marais du Diable, le ruisseau Weignette et un autre petit cours d'eau,.
Le Gland, d'une longueur de 37 km, prend sa source dans la commune de Regniowez et se jette  dans l'Oise (rive gauche) à Hirson, après avoir traversé huit communes.
Le Petit Gland, d'une longueur de 29 km, prend sa source dans la commune d'Auvillers-les-Forges et se jette  dans le Gland sur la commune, après avoir traversé neuf communes.
L'Artoise, d'une longueur de 19 km en France, prend sa source dans l'étang de Cendron, commune de Forge-Philippe, entité de Momignies, dans le Sud de la province de Hainaut (Belgique), délimite sur quelques kilomètres la frontière entre la Belgique et la France, passe en France où elle conflue en rive droite dans le Gland, à 193 m d'altitude, à Saint-Michel-en-Thiérache.

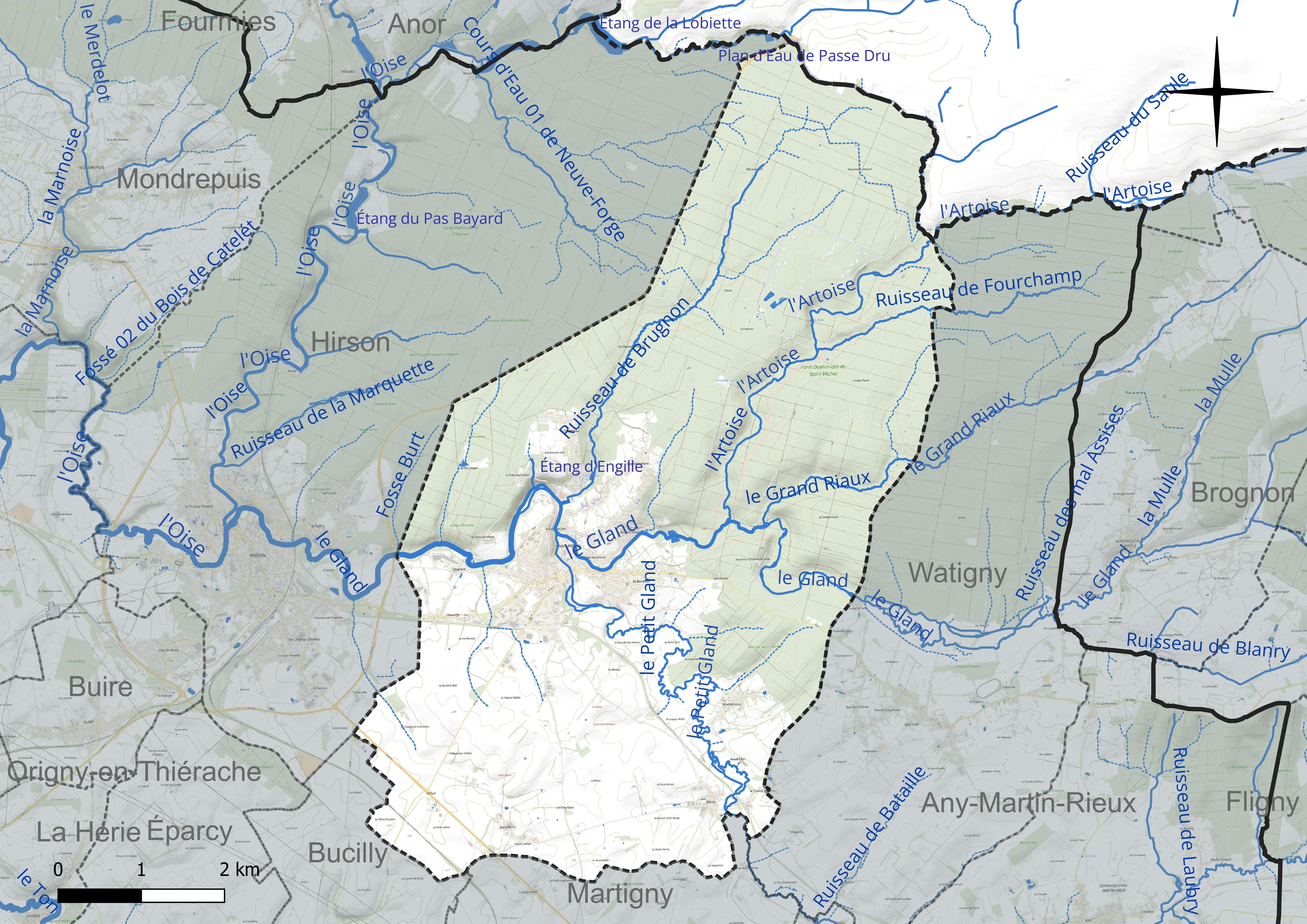
Réseau hydrographique de Saint-Michel.

Un plan d'eau complète le réseau hydrographique : l'étang d'Engille (0,3 ha),.

### Climat
Pour des articles plus généraux, voir Climat des Hauts-de-France et Climat de l'Aisne.
En 2010, le climat de la commune est de type climat des marges montargnardes, selon une étude du CNRS s'appuyant sur une série de données couvrant la période 1971-2000. En 2020, Météo-France publie une typologie des climats de la France métropolitaine dans laquelle la commune est exposée à un climat océanique altéré et est dans la région climatique Nord-est du bassin Parisien, caractérisée par un ensoleillement médiocre, une pluviométrie moyenne régulièrement répartie au cours de l'année et un hiver froid (3 °C).
Pour la période 1971-2000, la température annuelle moyenne est de 9,7 °C, avec une amplitude thermique annuelle de 15 °C. Le cumul annuel moyen de précipitations est de 910 mm, avec 13,6 jours de précipitations en janvier et 10,1 jours en juillet. Pour la période 1991-2020, la température moyenne annuelle observée sur la station météorologique la plus proche, située sur la commune de Fontaine-lès-Vervins à 18 km à vol d'oiseau, est de 10,5 °C et le cumul annuel moyen de précipitations est de 826,3 mm,. Pour l'avenir, les paramètres climatiques de la commune estimés pour 2050 selon différents scénarios d'émission de gaz à effet de serre sont consultables sur un site dédié publié par Météo-France en novembre 2022.

## Urbanisme

### Typologie
Au 1er janvier 2024, Saint-Michel est catégorisée bourg rural, selon la nouvelle grille communale de densité à 7 niveaux définie par l'Insee en 2022.
Elle appartient à l'unité urbaine de Saint-Michel, une unité urbaine monocommunale constituant une ville isolée,. Par ailleurs la commune fait partie de l'aire d'attraction d'Hirson, dont elle est une commune de la couronne,. Cette aire, qui regroupe 26 communes, est catégorisée dans les aires de moins de 50 000 habitants,.

### Occupation des sols
L'occupation des sols de la commune, telle qu'elle ressort de la base de données européenne d'occupation biophysique des sols Corine Land Cover (CLC), est marquée par l'importance des forêts et milieux semi-naturels (57,3 % en 2018), une proportion sensiblement équivalente à celle de 1990 (57 %). La répartition détaillée en 2018 est la suivante : forêts (57,3 %), prairies (21 %), terres arables (13,3 %), zones urbanisées (6,6 %), zones agricoles hétérogènes (1,1 %), zones industrielles ou commerciales et réseaux de communication (0,7 %).
L'évolution de l'occupation des sols de la commune et de ses infrastructures peut être observée sur les différentes représentations cartographiques du territoire : la carte de Cassini (XVIIIe siècle), la carte d'état-major (1820-1866) et les cartes ou photos aériennes de l'IGN pour la période actuelle (1950 à aujourd'hui).

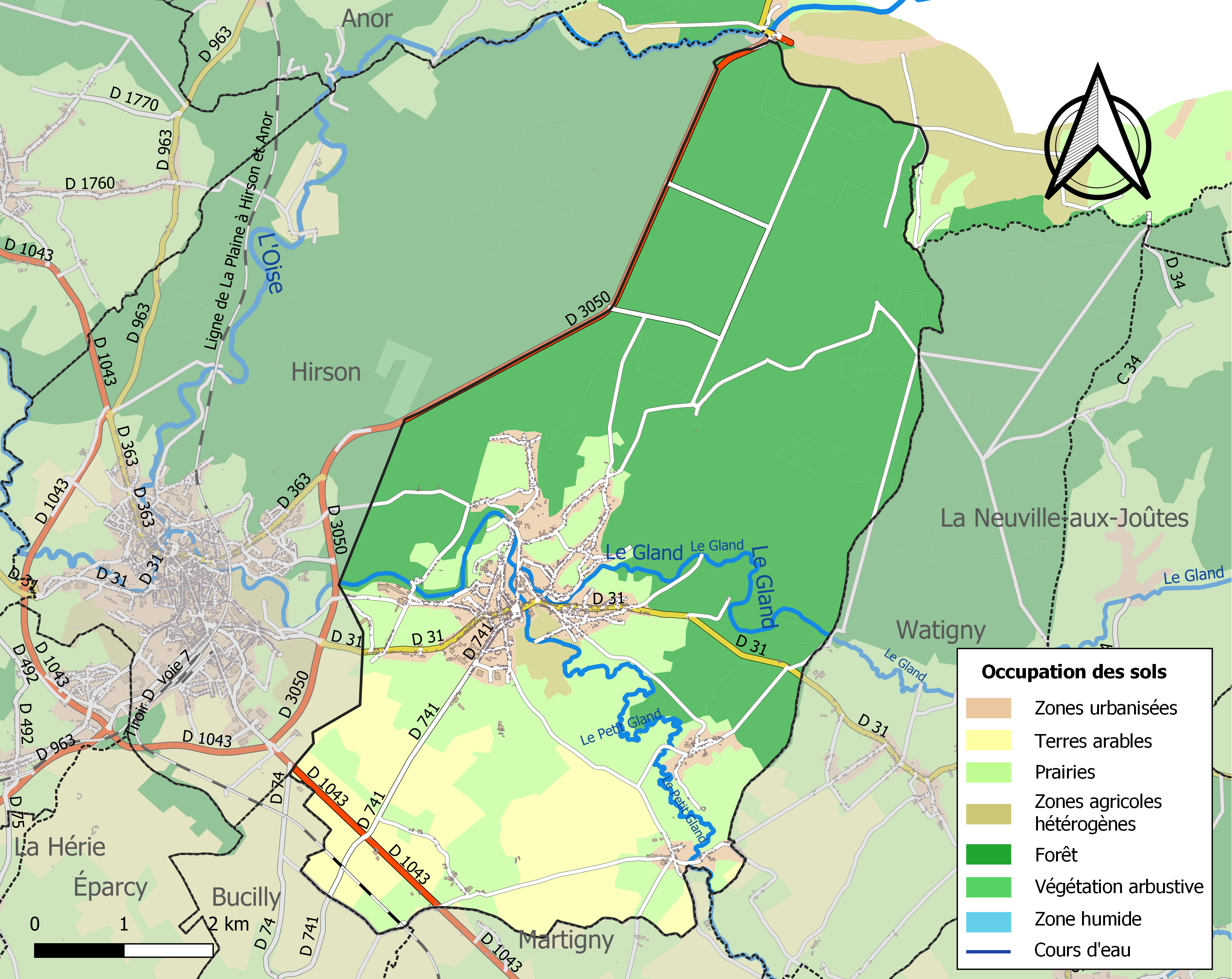
Carte de l'occupation des sols de la commune en 2018 (CLC).

### Habitat et logement
En 2019, le nombre total de logements dans la commune était de 1 643, alors qu'il était de 1 616 en 2014 et de 1 601 en 2009.
Parmi ces logements, 87,4 % étaient des résidences principales, 1,9 % des résidences secondaires et 10,7 % des logements vacants. Ces logements étaient pour 85,6 % d'entre eux des maisons individuelles et pour 14,2 % des appartements.
Le tableau ci-dessous présente la typologie des logements à Saint-Michel en 2019 en comparaison avec celle de l'Aisne et de la France entière. Une caractéristique marquante du parc de logements est ainsi une proportion de résidences secondaires et logements occasionnels (1,9 %) inférieure à celle du département (3,5 %) mais supérieure à celle de la France entière (9,7 %). Concernant le statut d'occupation de ces logements, 63,6 % des habitants de la commune sont propriétaires de leur logement (63,7 % en 2014), contre 61,6 % pour l'Aisne et 57,5 pour la France entière.
| Typologie                                               | Saint-Michel | Aisne | France entière |
| ------------------------------------------------------- | ------------ | ----- | -------------- |
| Résidences principales (en %)                           | 87,4         | 86,5  | 82,1           |
| Résidences secondaires et logements occasionnels (en %) | 1,9          | 3,5   | 9,7            |
| Logements vacants (en %)                                | 10,7         | 9,9   | 8,2            |

## Toponymie
Le nom de la localité est attesté sous les formes Ecclesia Beati-Michaelis-Archangeli (978) ; Beatus-Michael-Terraciensis (xiie siècle) ; Sanctus-Michael-in-Theraschie-Silva (1107) ; Sanctus-Michael-de-Terascia, Beatus-Michael-de-Terraissia (1123) ; Sanctus-Michael-de-Terrasciâ (1130) ; Sanctus-Michael-de-Terrassia (1131) ; Sanctus-Michael-in-Therasca (1144) ; Sanctus-Michael-de-Teratia (1145) ; Beatus-Michael-de-Terascia (1147) ; Beatus-Michael-de-Terasco (1157) ; Sanctus-Michael-de-Silva (1164) ; Ecclesia Sancti-Mychaelis (1163) ; Sanctus-Mychael-de-Therasca (1166) ; Sanctus-Michael-de-Therasia (1172) ; Sanctus-Michael-de-Teraschia, Sanctus-Michael-de-Terasca (1173) ; Sanctus-Michael-de-Sarto (1178) ; Beatus-Michael-in-Therasca (1183) ; Sanctus-Michael-in-Theraschia (1202) ; Sanctus-Michael-in-Theraischia (1229) ; Sanctus-Michael-in-Therasca (1248) ; Saint-Michel-en-Thieraisse (1256) ; Saint-Michiel-en-Therasse, Saint-Michiel-en-Thiérasse (1256) ; Sanctus-Michael-de-Teorasca (1257) ; Saint-Michiel-en-Therasche, Saint-Michiel-en-Thierasche (1257) ; Saint-Michiel-en-Tiéresche (1258) ; Beatus-Michael-in-Terrascha, Beatus-Michal-in-Therascha (1259) ; Saint-Michel-en-Thiérache (1295) ; Sanctus-Michael-in-Terasca (xiiie siècle) ; Sanctus-Michael-in-Terasca (xiiie siècle) ; Saint-Michiel-en-Térache (1328) ; Saint-Michel-en-Thiéresche (1340) ; Sanctus-Michael-in-Terassia (1340) ; Saint-Michel-en-Thirasche (1343) ; Saint-Michel-en-Thiéreasse (1345) ; Saint-Michel-en-Thiérasche (1346) ; Saint-Michiel-en-Therasce (1348) ; Saint-Michiel-en-Thiérase (1349) ; Sanctus-Michel-en-Thierasce (1349) ; Saint-Michel-en-Thiéraiche (1351) ; Saint-Michel-en-Teraisse (1352) ; Saint-Michiel-en-Tesraise (1359) ; Saint-Michiel-en-Terasce (1359) ; Sanctus-Michael-in-Terreschia (xive siècle) ; Saint-Michiel-en-Terraische (1364) ; Saint-Michel-en-Thieraische (1366) ; Rocheffort-Saint-Michiel (1405) ; Rochefort-Saint-Michel (1746); Michel Rocheford (1799) .
Saint-Michel est un hagiotoponyme faisant référence à l'archange Saint-Michel. Dès le VIIe siècle, ce territoire est un lieu de pèlerinage. Au début du Xe siècle, à l'emplacement de la ville n'existait qu'un oratoire dédié à saint Michel, l'oratoire initial de Ursmer de Lobbes est tombé en ruine depuis longtemps quand Herisinde , comtesse de Hainaut, fille du comte de Chimay, noble dame très pieuse, décide de le restaurer et de fonder l'abbaye de Saint-Michel.

## Histoire

### Antiquité
Le village se trouvait sur la voie romaine menant au camp romain de Macquenoise[réf. nécessaire].

### Moyen Âge
Au début du Xe siècle, à l'emplacement de la ville n'existait qu'un oratoire dédié à saint Michel-Archange. Depuis le VIIe siècle, il donnait lieu à un pèlerinage. En 945, quelques missionnaires irlandais ou écossais viennent s'établir près de cet oracle et y fondent une abbaye dont les dispositions ont été étudiées pour répondre aux exigences de la règle de saint Benoît. Plus tard, des habitations s'installent autour,  le Chamiteau d'abord puis Nantuel, l'actuelle Bovette, et ainsi naît le village de Saint-Michel-Rochefort-en-Thiérache que l'on désigne de la sorte jusqu'au début du XXe siècle.[réf. nécessaire]

### Temps modernes
Le village possède un moulin, brûlé en 1557 par un parti espagnol. Construisant un fort à Souglang tenu par Jean Pétré pour le prince de Condé, le général Roze avec les Espagnols vint le raser lors de la guerre de Trente Ans.
Forges et fonderies (Sougland bâtie en 1543 par Thomas de Canone), laminoirs. Pendant la guerre de la Ligue d'Augsbourg en 1689-1697, ces forges fournissent beaucoup de munitions d'artillerie.

### Révolution française et Empire
Dans l'ancienne abbaye de Saint-Michel, une verrerie est installée sous la Révolution française et, sous l'Empire, une filature de coton[réf. nécessaire]

### Époque contemporaine
À la fin du XIXe siècle, une fabrique de chaussures s'installe également dans l'ancienne abbaye, où travaillent des orphelines dirigées par des sœurs.

#### Guerre franco-prusienne de 1870
Durant le mois de septembre 1870, une ambulance militaire turinoise s'établit à l'orphelinat de l'abbaye.
Carrière de Micorda[Quand ?]
La ville est desservie de 1862 à 1952 par la gare de Saint-Michel-Sougland sur la ligne de Charleville-Mézières à Hirson (par Auvillers), facilitant les déplacements des personnes et le transport des marchandises.

## Politique et administration

### Rattachements administratifs et électoraux

#### Rattachements administratifs
La commune se trouve dans l'arrondissement de Vervins du département de l'Aisne.
Elle faisait partie depuis 1793 du canton d'Hirson. Dans le cadre du redécoupage cantonal de 2014 en France, cette circonscription administrative territoriale a disparu, et le canton n'est plus qu'une circonscription électorale.

#### Rattachements électoraux
Pour les élections départementales, la commune fait partie depuis 2014 d'un nouveau canton d'Hirson
Pour l'élection des députés, elle fait partie de la troisième circonscription de l'Aisne.

### Intercommunalité
La commune de Saint-Michel est membre de la communauté de communes des Trois Rivières, un établissement public de coopération intercommunale (EPCI) à fiscalité propre créé le 29 décembre 1995 sous le nom de Communauté de communes du Pays des Trois Rivières dont le siège est à Buire.
Ce dernier est par ailleurs membre d'autres groupements intercommunaux.

### Tendances politiques et résultats
Lors du premier tour des élections municipales de 2014 dans l'Aisne, la liste DVG menée par le maire sortant Thierry Verdavaine obtient la majorité absolue des suffrages exprimés, avec 808 voix (58,08 %, 22 conseillers municipaux élus dont 4 communautaires), devançant largement celle DVD menée  par Gérard Bevierre, qui a recueilli 583 voix (41,91 %, 5 conseillers municipaux élus dont 1 communautaire)
Lors de ce scrutin, 36,69 % des électeurs se sont abstenus.
Lors du premier tour des élections municipales de 2020 dans l'Aisne, la liste DVG menée par le maire sortant Thierry Verdavaine obtient la majorité absolue des suffrages exprimés, avec 849 voix (68,08 %, 20  conseillers municipaux élus dont 6 communautaires), devançant très largement celle SE menée par Anne Adam , qui a recueilli 398 voix (31,91 %, 3 conseillers municipaux élus dont 1 communautaire).
Lors de ec scrutin marqué par la pandémie de Covid-19 en France, 43,19 % des électeurs se sont abstenus.

### Liste des maires

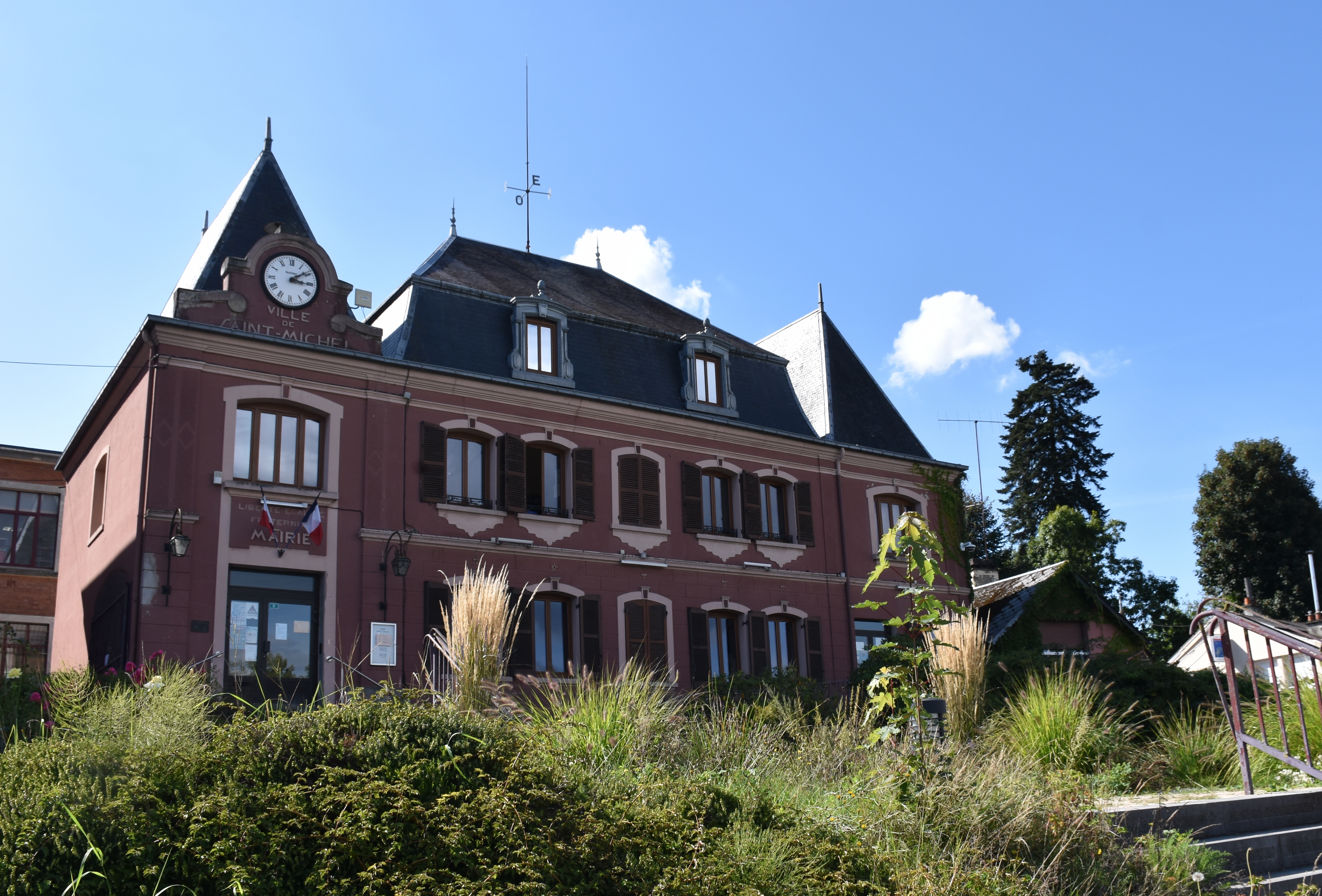
L'Hôtel-de-Ville.

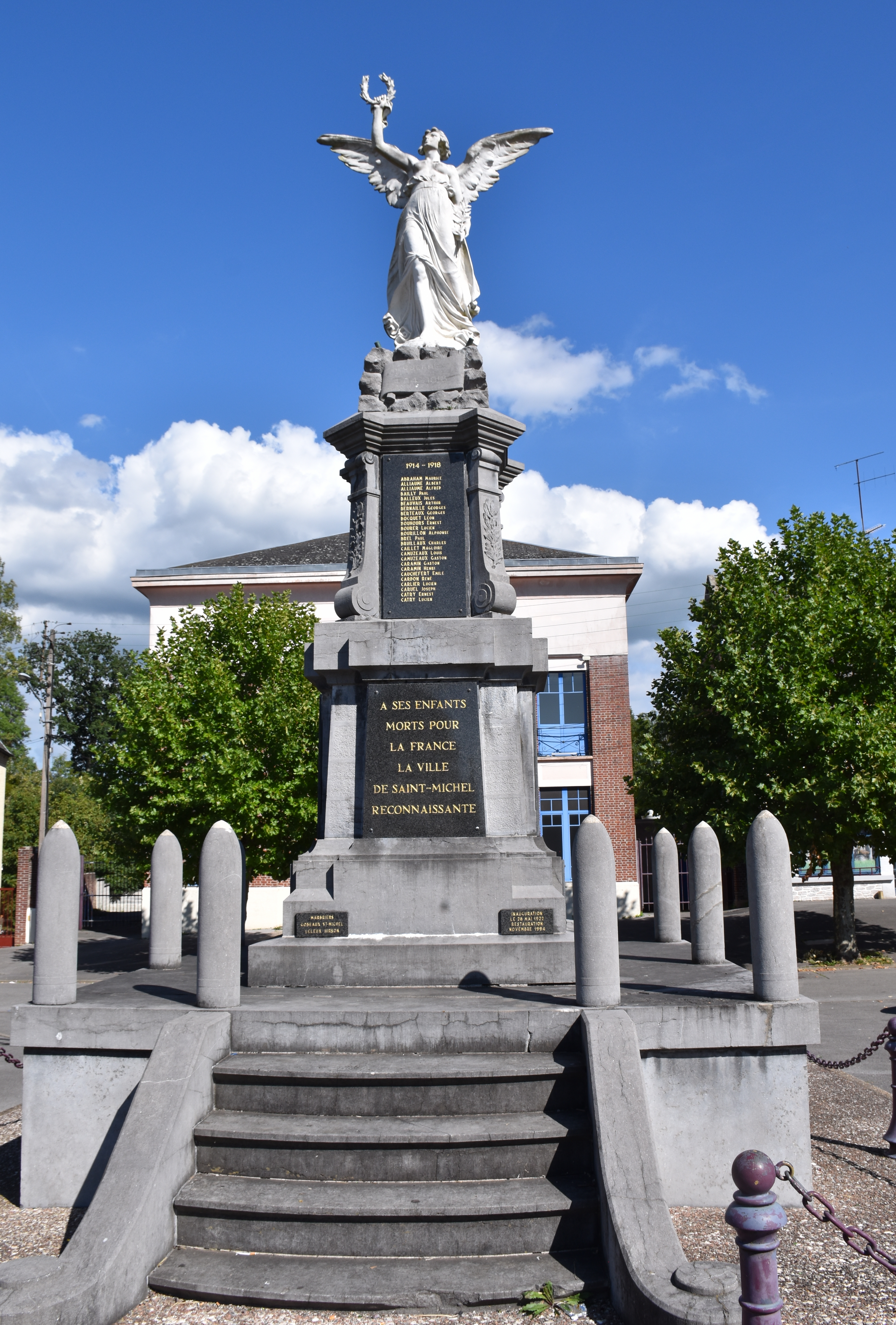
Le monument aux morts.

### Distinctions et labels
Une fleur a été attribuée à la commune en 2007 par le Conseil des Villes et Villages Fleuris de France au Concours des villes et villages fleuris.

## Population et société

### Démographie
À partir du XXIe siècle, les recensements réels des communes de moins de 10 000 habitants ont lieu tous les cinq ans. Pour Saint-Michel, cela correspond à 2004, 2009, etc. Les autres dates de « recensements » (2008, etc.) sont des estimations.

L'évolution du nombre d'habitants est connue à travers les recensements de la population effectués dans la commune depuis 1793. Pour les communes de moins de 10 000 habitants, une enquête de recensement portant sur toute la population est réalisée tous les cinq ans, les populations de référence des années intermédiaires étant quant à elles estimées par interpolation ou extrapolation. Pour la commune, le premier recensement exhaustif entrant dans le cadre du nouveau dispositif a été réalisé en 2004.

En 2022, la commune comptait 3 222 habitants, en évolution de −7,15 % par rapport à 2016 (Aisne : −1,97 %, France hors Mayotte : +2,11 %).
| 1793  | 1800  | 1806  | 1821  | 1831  | 1836  | 1841  | 1846  | 1851  |
| ----- | ----- | ----- | ----- | ----- | ----- | ----- | ----- | ----- |
| 2 315 | 2 455 | 2 567 | 2 759 | 3 162 | 3 197 | 3 201 | 3 272 | 3 334 |

| 1856  | 1861  | 1866  | 1872  | 1876  | 1881  | 1886  | 1891  | 1896  |
| ----- | ----- | ----- | ----- | ----- | ----- | ----- | ----- | ----- |
| 3 262 | 3 277 | 3 190 | 3 637 | 3 963 | 4 251 | 4 403 | 4 522 | 4 874 |

| 1901  | 1906  | 1911  | 1921  | 1926  | 1931  | 1936  | 1946  | 1954  |
| ----- | ----- | ----- | ----- | ----- | ----- | ----- | ----- | ----- |
| 5 003 | 5 140 | 5 114 | 4 727 | 5 430 | 5 249 | 5 119 | 4 334 | 4 632 |

| 1962  | 1968  | 1975  | 1982  | 1990  | 1999  | 2004  | 2006  | 2009  |
| ----- | ----- | ----- | ----- | ----- | ----- | ----- | ----- | ----- |
| 4 502 | 4 342 | 4 155 | 4 044 | 3 783 | 3 656 | 3 540 | 3 520 | 3 522 |

| 2014  | 2019  | 2022  | - | - | - | - | - | - |
| ----- | ----- | ----- | - | - | - | - | - | - |
| 3 528 | 3 314 | 3 222 | - | - | - | - | - | - |

## Manifestations culturelles et festivités
- Quatre foires franches annuelles à la Saint-Joseph, Saint-Michel, Saint-Jean-Baptiste et Sainte-Anne[Quand ?][réf. nécessaire].
- Festival annuel de musiques baroques dans le site de l'abbaye, sons et lumières, concerts d'orgue[réf. nécessaire].

## Économie
Industries : bois, produits béton, moules métalliques, produits en fonte et tôles fines, fabrication d'accessoires automobiles[réf. nécessaire].

## Culture locale et patrimoine

### Lieux et monuments
- Abbaye de Saint-Michel : sur ce site, est organisé tous les ans le Festival de l'Abbaye de Saint-Michel consacré au chant et à la musique baroque.
- Chapelle Savart : l'édicule, consacré à la Vierge, fut érigé en 1860 par l'industriel César Savart (1824-1907) en témoignage de reconnaissance pour avoir fait fortune. L'oratoire, œuvre du marbrier parisien E. Seguin, est protégé par un toit posé sur une structure ajourée en fonte, contemporaine de l'épanouissement de l'architecture métallique en France[59].
- Château de Saint-Michel (privé).
- Forêt domaniale.
- Forges de Sougland. Ces forges dateraient de 1540 environ. D'après Alfred Desmasures, auteur de l'histoire de Saint-Michel-en-Thiérache, « la forge de Sougland a pour possesseur M. de Tonnay, qui, dans un bail de 1591, est indemnisé par l'abbaye de Saint-Michel pour les désastres que lui ont causés les guerres civiles et pour la sous-location qu'il fait à Jean Petré »[60]. Les forges de Sougland auraient fabriqué des armes commandées par Louis XIII et Henri IV.
- Mausolée Savart.
- Mémorial des « MORTS POUR LA FRANCE » en Mai 1940 sur le territoire de Saint-Michel
Situé sur la route reliant Hirson à la  Belgique  (RD 1050  ou route Charlemagne), au carrefour de l'Étoile, se trouve un  monument en pierre bleue de Thiérache en forme de « livre ouvert », sur une « France basculée », à laquelle s'accroche désespérément un soldat français, en uniforme de 1940. Les noms de 24 militaires « Morts pour la France »  au cours des combats, les 16, 17 et 18 mai 1940, sur la commune de Saint–Michel en Thiérache (Aisne) sont inscrits[61].
- Musée de la vie rurale et forestière dans les dépendances de l'abbaye[62].

### Personnalités liées à la commune
- Ernst Jünger y est cantonné avec l'armée d'occupation allemande en mars 1941[63].
- Maurice Brugnon (1909-1997), député.

### Héraldique
| Blason de Saint-Michel | Blason  | De sable au vol d'argent, au chef du même chargé d'une aigle issante du champ. |
| Blason de Saint-Michel | Détails | Le statut officiel du blason reste à déterminer.                               |